# Aealo
Aealo è il decimo album in studio del gruppo musicale Rotting Christ, pubblicato il 2010 dalla Season of Mist.

## Tracce
1. Aealo – 3:40
2. Eon Ænaos – 3:57
3. Δαιμόνων βρῶσις – 4:56
4. Noctis Era – 4:49
5. Dub-Saĝ-Ta-Ke – 2:57
6. Fire, Death and Fear – 4:34
7. Nekron Iahes... – 1:08
8. ...Pir Threontai – 4:48
9. Thou Art Lord – 4:51
10. Santa Muerte – 5:28
11. Orders from the Dead (cover di Diamanda Galás) – 8:57

## Formazione
- Sakis Tolis - voce, chitarra, tastiera, testi
- Andreas Lagios - basso
- Themis Tolis - batteria